# Gevuina avellana

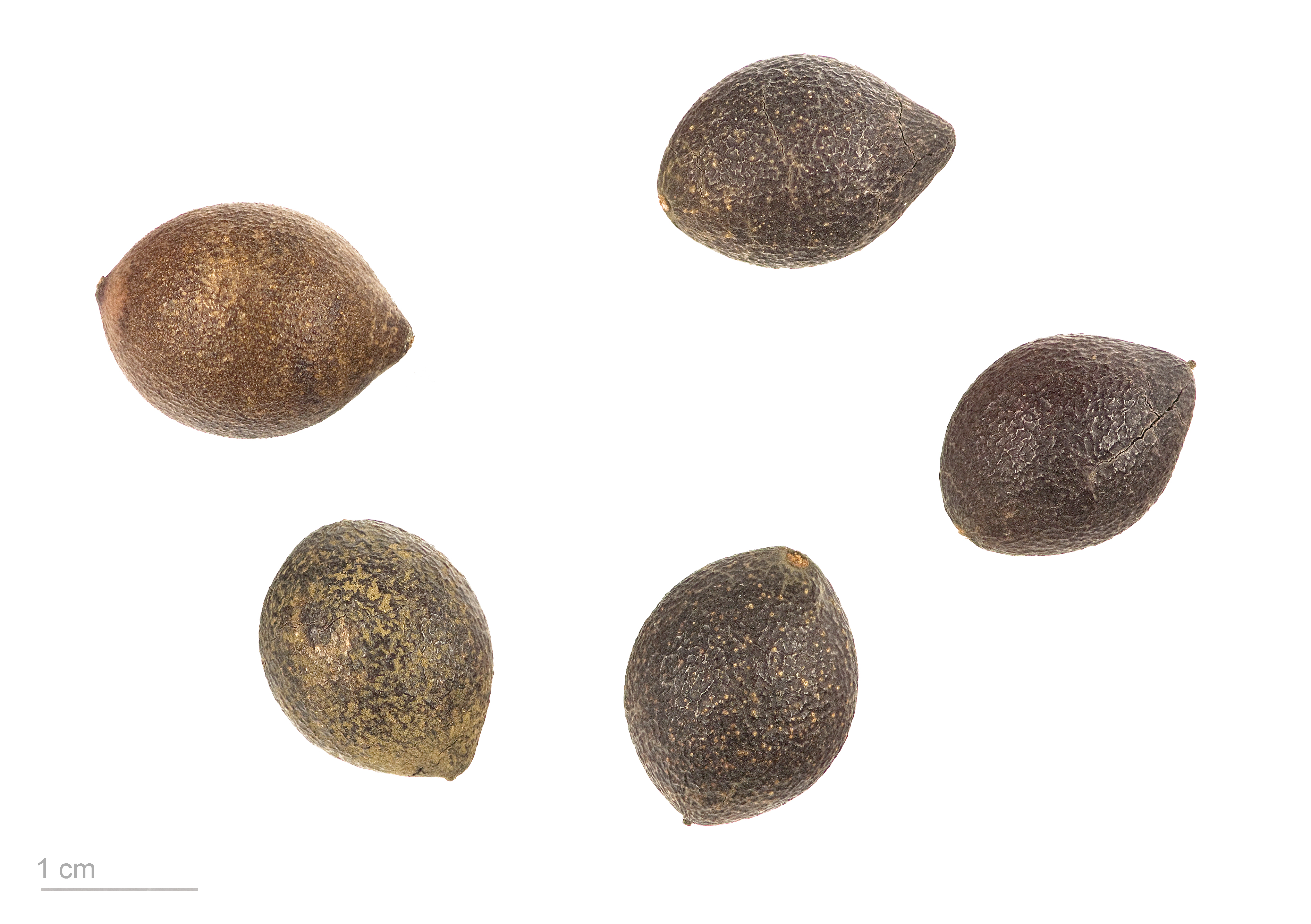
Gevuina avellana

Gevuina avellana là một loài thực vật có hoa trong họ Quắn hoa. Loài này được Molina miêu tả khoa học đầu tiên năm 1782.

## Hình ảnh

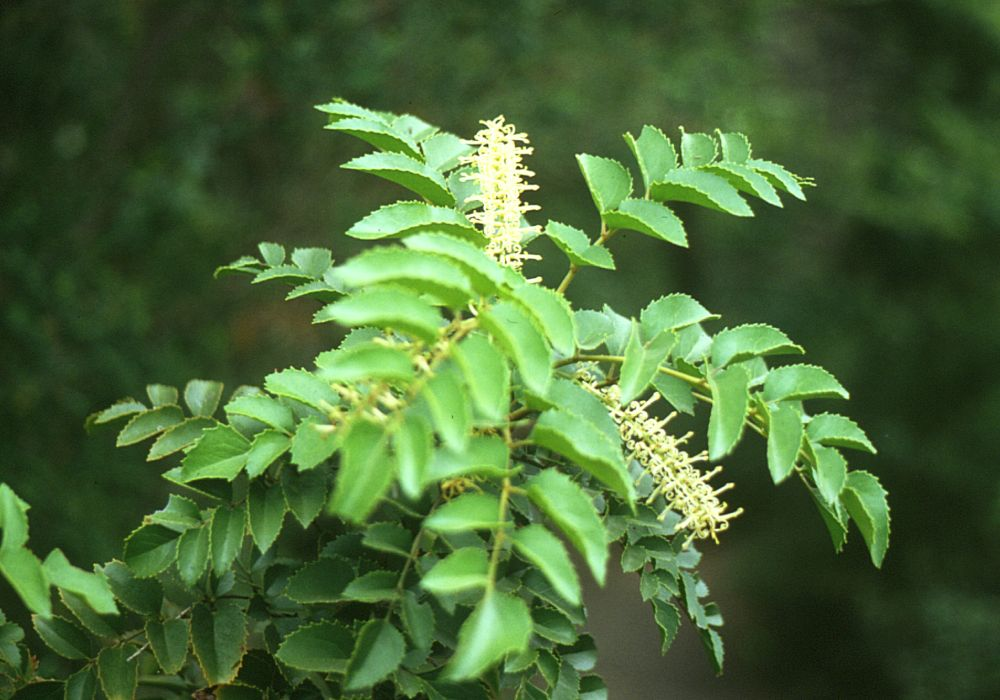
Leaves and flowers
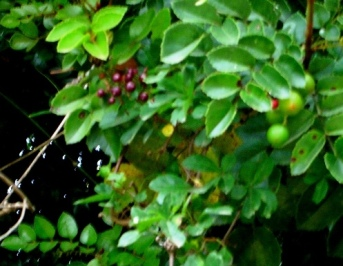
Twig
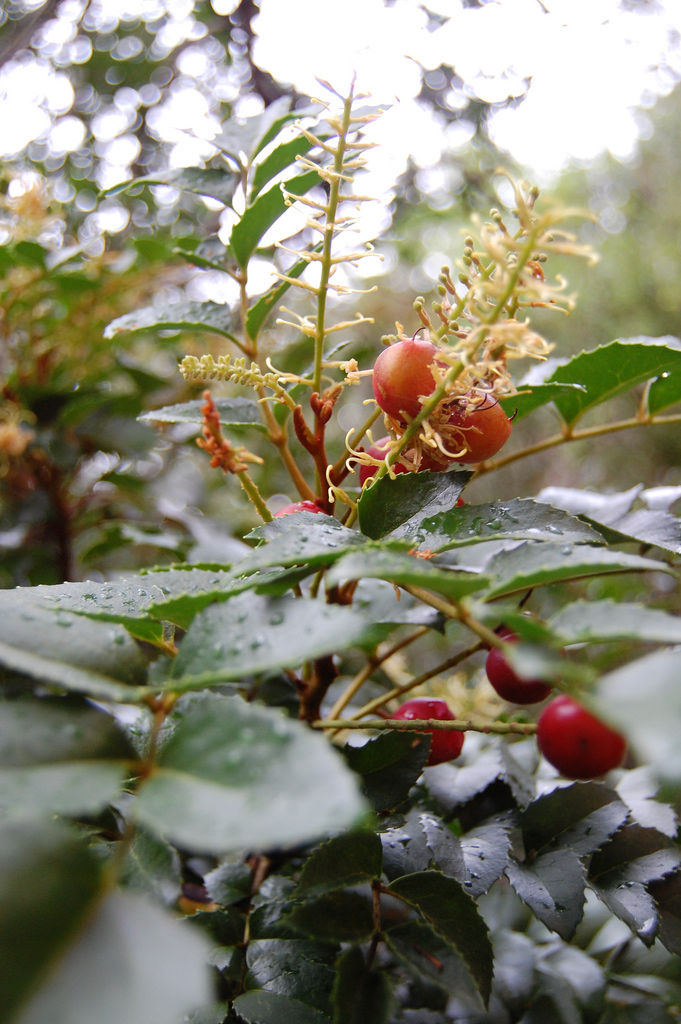
Flowers and fruits
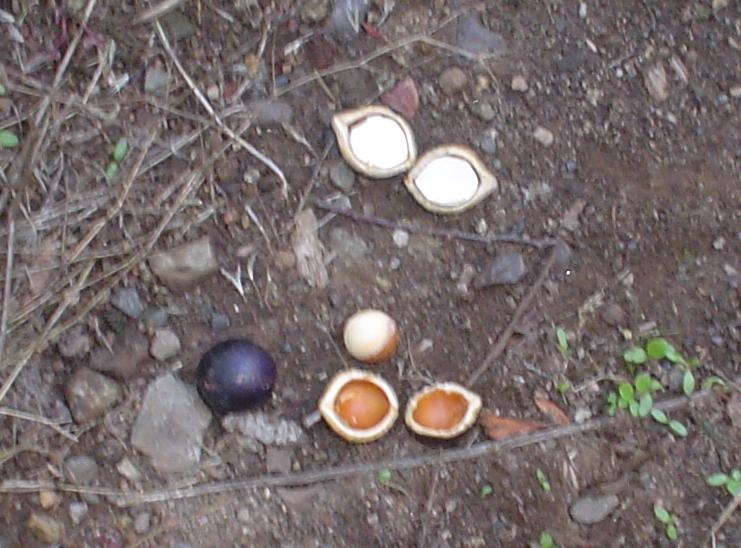
Fallen nuts